# لوک پیشنس
لوک پیشنس (انگلیسی: Luke Patience؛ زادهٔ ۴ august ۱۹۸۶ (۳۸ سال)) قایقران قایق بادبانی اهل بریتانیا است.